# Aeropuerto de Kuusamo
El Aeropuerto de Kuusamo (en finés: Kuusamo lentoasema) (IATA: KAO, OACI: EFKS) es un aeropuerto de uso civil situado en los aledaños de la localidad de  Kuusamo, Finlandia, a unos 6 km al noreste del centro de la ciudad.

## Aerolíneas y destinos
| Aerolíneas                       | Destinos             |
| -------------------------------- | -------------------- |
| Blue1                            | Temporada: Helsinki  |
| Finnair                          | Helsinki             |
| Finnair operado por Flybe Nordic | Temporada: Helsinki  |
| Flybe operado por Flybe Nordic   | Temporada: Tampere   |
| Transavia.com                    | Temporada: Ámsterdam |

## Estadísticas
Ver fuente y consulta Wikidata.
| Año  | Pasajeros doméstico | Pasajeros internacional | Pasajeros Totales | Variación |
| ---- | ------------------- | ----------------------- | ----------------- | --------- |
| 2005 | 87,802              | 13,476                  | 101,278           | −0.6%     |
| 2006 | 87,366              | 23,680                  | 111,046           | +9.6%     |
| 2007 | 84,279              | 24,115                  | 108,394           | −2.3%     |
| 2008 | 78,738              | 24,192                  | 102,930           | −4.8%     |
| 2009 | 75,136              | 18,947                  | 94,083            | −8.6%     |
| 2010 | 68,953              | 13,544                  | 82,497            | −12.3%    |
| 2011 | 81,283              | 10,476                  | 91,759            | +11.2%    |